# Bobsleigh aux Jeux olympiques de 2018 - Bob à deux hommes
Navigation
Sotchi 2014 Pékin 2022
L'épreuve de bob à deux masculin des Jeux olympiques d'hiver de 2018 a lieu le 16 et le 17 février 2018 après les 6 entraînements officiels du 15 au 17 février.

## Médaillés
| Or                                    | Or                                            | Bronze                                  |
| Canada Justin Kripps Alexander Kopacz | Allemagne Francesco Friedrich Thorsten Margis | Lettonie Oskars Melbārdis Jānis Strenga |

## Équipes qualifiées
À la suite des qualifications entre octobre 2017 et janvier 2018, 30 équipes de 18 nations participent au épreuves.
Les équipes sont réparties ainsi :
- 3 équipes pour l'Allemagne, le Canada et les États-Unis, soit 9 équipes au total,
- 2 équipes pour la Lettonie, les athlètes olympiques de Russie, la Suisse, l'Autriche, la Chine et la République tchèque, soit 12 équipes au total,
- 1 équipe pour la Pologne, France, Monaco, la Roumanie, le Brésil, l'Australie, la Grande-Bretagne, la Croatie, la Corée du Sud, soit 9 équipes au total.

La Corée du Sud est automatiquement qualifiée en tant que pays hôte. L’Australie est qualifiée en tant que représentant continentale pour l'Océanie ; une place pour représenter le continent africain était disponible mais n'a pas été utilisée,.

## Résultats
| Rang                                | Dossard | Pays            | Athlètes                                      | Course 1   | Course 2 | Course 3   | Course 4 | Total         | Retard   |
| ----------------------------------- | ------- | --------------- | --------------------------------------------- | ---------- | -------- | ---------- | -------- | ------------- | -------- |
| Médaille d'or, Jeux olympiques      | 6       | Canada          | Justin Kripps Alexander Kopacz                | 49 s 10    | 49 s 39  | 49 s 09    | 49 s 28  | 3 min 16 s 86 | –        |
| Médaille d'or, Jeux olympiques      | 7       | Allemagne       | Francesco Friedrich Thorsten Margis           | 49 s 22    | 49 s 46  | 48 s 96 TR | 49 s 22  | 3 min 16 s 86 | –        |
| Médaille de bronze, Jeux olympiques | 13      | Lettonie        | Oskars Melbārdis Jānis Strenga                | 49 s 08 TR | 49 s 54  | 49 s 08    | 49 s 21  | 3 min 16 s 91 | + 0 s 05 |
| 4                                   | 11      | Allemagne       | Nico Walther Christian Poser                  | 49 s 12    | 49 s 27  | 49 s 32    | 49 s 35  | 3 min 17 s 06 | + 0 s 20 |
| 5                                   | 10      | Allemagne       | Johannes Lochner Christopher Weber            | 49 s 24    | 49 s 34  | 49 s 09    | 49 s 47  | 3 min 17 s 14 | + 0 s 28 |
| 6                                   | 30      | Corée du Sud    | Won Yun-jong Seo Young-woo                    | 49 s 50    | 49 s 39  | 49 s 15    | 49 s 36  | 3 min 17 s 40 | + 0 s 54 |
| 7                                   | 14      | Canada          | Nick Poloniato Jesse Lumsden                  | 49 s 48    | 49 s 48  | 49 s 33    | 49 s 45  | 3 min 17 s 74 | +0 s 88  |
| 8                                   | 15      | Autriche        | Benjamin Maier Markus Sammer                  | 49 s 41    | 49 s 47  | 49 s 32    | 49 s 56  | 3 min 17 s 76 | + 0 s 90 |
| 9                                   | 9       | Lettonie        | Oskars Ķibermanis Matīss Miknis               | 49 s 21    | 49 s 57  | 49 s 32    | 49 s 70  | 3 min 17 s 80 | + 0 s 94 |
| 10                                  | 8       | Canada          | Christopher Spring Lascelles Brown            | 49 s 38    | 49 s 58  | 49 s 56    | 49 s 72  | 3 min 18 s 24 | + 1 s 38 |
| 11                                  | 12      | Suisse          | Rico Peter Simon Friedli                      | 49 s 72    | 49 s 53  | 49 s 52    | 49 s 49  | 3 min 18 s 26 | + 1 s 40 |
| 12                                  | 2       | Grande-Bretagne | Brad Hall Joel Fearon                         | 49 s 37    | 49 s 50  | 49 s 67    | 49 s 80  | 3 min 18 s 34 | + 1 s 48 |
| 13                                  | 23      | France          | Romain Heinrich Dorian Hauterville            | 49 s 74    | 49 s 73  | 49 s 55    | 49 s 46  | 3 min 18 s 48 | + 1 s 62 |
| 14                                  | 19      | États-Unis      | Justin Olsen Evan Weinstock                   | 49 s 66    | 49 s 55  | 49 s 53    | 49 s 80  | 3 min 18 s 54 | + 1 s 68 |
| 15                                  | 24      | Autriche        | Markus Treichl Kilian Walch                   | 49 s 67    | 49 s 67  | 49 s 56    | 49 s 66  | 3 min 18 s 56 | + 1 s 70 |
| 16                                  | 17      | Suisse          | Clemens Bracher Michael Kuonen                | 49 s 73    | 49 s 90  | 49 s 64    | 49 s 56  | 3 min 18 s 83 | + 1 s 97 |
| 17                                  | 21      | Tchéquie        | Dominik Dvořák Jakub Nosek                    | 49 s 70    | 49 s 63  | 49 s 67    | 49 s 86  | 3 min 18 s 86 | + 2 s 00 |
| 18                                  | 26      | Roumanie        | Mihai Cristian Tentea Nicolae Ciprian Daroczi | 49 s 69    | 49 s 72  | 49 s 93    | 49 s 64  | 3 min 18 s 98 | + 2 s 12 |
| 19                                  | 25      | Monaco          | Rudy Rinaldi Boris Vain                       | 49 s 85    | 49 s 69  | 49 s 68    | 49 s 80  | 3 min 19 s 02 | + 2 s 16 |
| 20                                  | 18      | Russie (OAR)    | Alexey Stulnev Vasiliy Kondratenko            | 49 s 77    | 49 s 99  | 49 s 74    | 49 s 87  | 3 min 19 s 37 | + 2 s 51 |
| 21                                  | 16      | États-Unis      | Nick Cunningham Hakeem Abdul-Saboor           | 49 s 96    | 50 s 11  | 49 s 62    | N/A      | 2 min 29 s 69 | N/A      |
| 22                                  | 3       | Australie       | Lucas Mata David Mari                         | 49 s 88    | 50 s 04  | 49 s 87    | N/A      | 2 min 29 s 79 | N/A      |
| 23                                  | 29      | Tchéquie        | Jan Vrba Jakub Havlín                         | 49 s 93    | 50 s 07  | 49 s 86    | N/A      | 2 min 29 s 86 | N/A      |
| 24                                  | 22      | Pologne         | Mateusz Luty Krzysztof Tylkowski              | 49 s 87    | 50 s 10  | 49 s 92    | N/A      | 2 min 29 s 89 | N/A      |
| 25                                  | 20      | États-Unis      | Codie Bascue Sam McGuffie                     | 50 s 03    | 50 s 16  | 49 s 90    | N/A      | 2 min 30 s 09 | N/A      |
| 26                                  | 27      | Chine           | Li Chunjian Wang Sidong                       | 50 s 13    | 50 s 21  | 50 s 15    | N/A      | 2 min 30 s 49 | N/A      |
| 27                                  | 1       | Brésil          | Edson Bindilatti Edson Ricardo Martins        | 50 s 14    | 50 s 22  | 50 s 35    | N/A      | 2 min 30 s 71 | N/A      |
| 28                                  | 5       | Russie (OAR)    | Maxim Andrianov Yuri Selikhov                 | 50 s 27    | 50 s 58  | 49 s 98    | N/A      | 2 min 30 s 83 | N/A      |
| 29                                  | 28      | Chine           | Jin Jian Shi Hao                              | 50 s 47    | 50 s 17  | 50 s 33    | N/A      | 2 min 30 s 97 | N/A      |
| 30                                  | 4       | Croatie         | Dražen Silić Benedikt Nikpalj                 | 50 s 76    | 50 s 91  | 50 s 99    | N/A      | 2 min 32 s 66 | N/A      |